# Issojom Kenaev
Issojom Kenaev (ur. 7 maja 1965) – uzbecki zapaśnik walczący w stylu klasycznym. Zajął osiemnaste miejsce na mistrzostwach świata w 1994. Piąty na igrzyskach azjatyckich w 1998 i szósty w 1994. Piąty na mistrzostwach Azji w 1996. Srebrny medalista na igrzyskach centralnej Azji w 1999. Piąty w Pucharze Świata w 1997 roku.